# 臺中市南屯區南屯國民小學
臺中市南屯區南屯國民小學，簡稱南屯國小，為台灣臺中市南屯區一所國民小學。

## 校史
南屯國小創立於日治時期，1898年（明治31年）借用南屯文昌公廟當作校舍，成立犁頭店公學校。1905年遷校至現在校址。 1922年4月（大正11年），校名改稱南屯公學校。1941年（昭和16年）4月初改為南屯國民學校。1945年二戰後更名為臺中縣大屯區南屯國民學校。1947年更名為臺中市南屯區南屯國民學校。1968年臺灣實施九年國民教育後，改名為臺中市南屯區南屯國民小學。

## 歷任校長

### 日治時期
1. 吉田清夫
2. 田中倭三郎
3. 殘間權兵衛
4. 豐田清一
5. 二之方岩次男
6. 岩下袈裟次男
7. 荒謙助
8. 小森田賴誠
9. 佐籐一治
10. 迫友一
11. 五十嵐幸二
12. 橋本秀平
13. 高津敬次
14. 加藤龍勝

### 台灣戰後時期
1. 陳萬壽
2. 李木火
3. 何通根
4. 廖學濕
5. 施耿邨
6. 林耀崇
7. 何基宏
8. 石宏遠
9. 陳子表
10. 陳基安
11. 蘇哲賢
12. 許正昌
13. 蔡承憲

## 校歌
玉山蒼蒼犁江湯湯，校史悠久文化滋昌

敦品勵學五育是綱，明禮尚義四維並揚

培英育才建國興邦，奮發勵志民族自強

我校榮譽日月同光，我校榮譽山河共長

## 外部連結
- 臺中市南屯區南屯國小